# 에스더 하윳

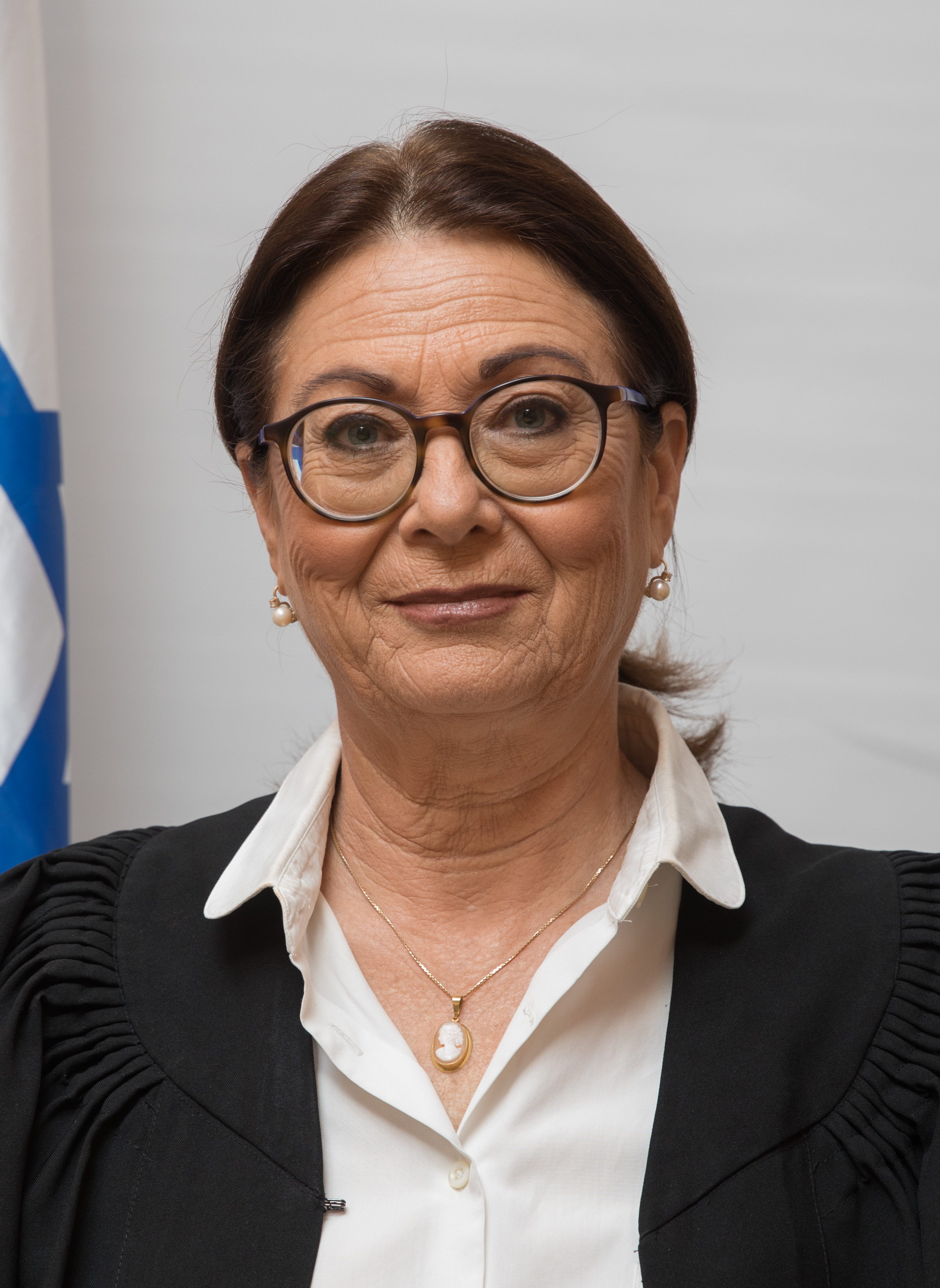

에스더 하윳(히브리어: אֶסְתֵּר חַיּוּת, born 1953년 10월 16일 ~ )은 이스라엘 대법원장이다. 2017년 10월 26일에 취임했으며, 2023년 10월까지 역임할 것으로 예상되고 있다.
헤르츨리야에서 태어났으며, 홀로코스트에서 생존한 루마니아계 유대인 집안 출신이다.